# Victor Moerenhout
Pour les articles homonymes, voir Moerenhout.
Victor Moerenhout, né à Anvers le 4 mars 1856 et mort en 1935, est un peintre et un entomologiste belge. 
Son champ pictural couvre les natures mortes, les fleurs et les marines.

## Biographie

### Famille
Victor (Pierre Victor) Moerenhout, né à Anvers le 4 mars 1856, est le fils de l'artiste peintre Joseph Moerenhout (1801-1875) et de Joanna Catharina Mulder (1825-1894),. Victor Moerenhout épouse à Gouda le 14 décembre 1888 Willemina Hendrika Smit Kruisinga, née à Amsterdam le 14 décembre 1867.

### Carrière
Victor Moerenhout expose pour la première fois au Salon d'Anvers de 1876, ville où il réside no 21 rue des Images. L'année suivante, il devient membre de la Société royale belge d’entomologie, où il est actif, durant de nombreuses années, avec un tropisme marqué pour les lépidoptères et les hyménoptères. En 1880, il devient membre de la Société entomologique de France.
Victor Moerenhout, établi depuis 1880 à Schaerbeek, devient, en 1898, membre de l'association des artistes bruxellois Le Sillon, créé en 1893. Les créateurs de ce cercle désirent un retour vers la peinture traditionnelle, vers la riche tradition réaliste flamande et prônent une peinture représentant directement la nature. Leur but est le naturalisme. En 1905, il réside Villa Vredenhof à La Roche-en-Ardenne, en province de Luxembourg. 
Au début de la Première Guerre mondiale, Victor Moerenhout se réfugie aux Pays-Bas et expose à Utrecht en janvier 1915. Ensuite sa carrière n'est plus documentée.

### Mort
Victor Moerenhout meurt, à l'âge de 79 ans, en 1935.

## Œuvres

### Caractéristiques et réception critique
En janvier 1894, lorsque Victor Moerenhout expose au Cercle artistique de Bruxelles, le critique de L'Indépendance belge écrit : 

« M. Victor Moerenhout jette à profusion sur les murailles fleurs et fruits, accessoires et quartiers de viande. Parfois, il aborde le paysage et non sans trouvaille coloriste. Il y a du bon, beaucoup de bon dans ses Usines de Marchienne-au-Pont crachant fumées et scories, et c'est bien le vent de la mer qui courbe et casse ses Vieux arbres de La Panne. Il affronte même la figure, mais là, par exemple, il lui reste beaucoup à apprendre. Sa joie est de nous donner la sensation puissante de la substance des choses inanimées et de leurs colorations toutes chaudes. [—] Il y a là plus de promesses qu'il n'en faut pour faire un maître, pourvu qu'il ne se tienne pas pour définitivement arrivé. »

En janvier 1895, lorsque Victor Moerenhout expose au Cercle artistique de Bruxelles, Émile Verhaeren écrit : 

« M. Moerenhout est principalement un peintre de natures mortes et de fleurs. L'éclat et la richesse ne lui font pas défaut, mais on désirerait une une justesse plus rigoureuse, une vision plus affinée. Ses immenses toiles auraient par là un intérêt que les sujets qu'il traite et sa manière assez banale de les comprendre ne suffisent pas à susciter. M. Moerenhout expose encore une grande marine, Lendemain de tempête, qui serait impressionnante si sa lourdeur ne rebutait pas. »

### Expositions

#### Expositions en Belgique
- Salon d'Anvers de 1876 : Le Maréchal-ferrant[4].
- Salon d'Anvers de 1891 : deux natures mortes[14].
- Exposition au Cercle artistique de Bruxelles, avec Omer Dierickx et Jules Montigny, du 14 au 21 janvier 1894 : Usines de Marchienne-au-Pont et Vieux arbres de La Panne[12].
- Exposition artistique avec Jef Lambeaux, Jean De la Hoese et Prosper Colmant, salle Verlat à Anvers en mars 1894[15].
- Exposition universelle de 1894 à Anvers : Soleil couchant en Campine et Fleurs[16].
- Cercle artistique de Bruxelles en janvier 1895 : Lendemain de tempête[13].
- Exposition du cercle Le Sillon (IV), ouverte le 3 octobre 1896 : des natures mortes[17].
- Exposition internationale de Bruxelles de 1897 : Nature morte.
- Exposition au Cercle artistique de Bruxelles, avec le sculpteur Auguste Danse, en mars 1898 : L'Hospice des vieillards à Zandvoort et des natures mortes représentant des fleurs et des fruits[18].
- Exposition du cercle Le Sillon (VI) ouverte le 6 avril 1899 au Musée moderne : des marines[19].

#### Exposition en Europe
- Exposition des beaux-arts de Dunkerque en 1893 : Fleurs[20].
- Salon des artistes français de Paris en 1897 : Fleurs des champs[21].
- Exposition des beaux-arts de Barcelone en 1898 : Pour la fête, médaille de seconde classe[22].
- Exposition d'artistes belges à Utrecht en 1915 : Nature morte[10].